# Гіртс Фелдбергс
Гіртс Фелдбергс (17 лютого 1993) — латвійський плавець. Учасник Чемпіонату світу з водних видів спорту 2017, де в попередніх запливах на дистанції 50 метрів на спині посів 39-те місце і не потрапив до півфіналів.